# 四万十町立十川小学校
四万十町立十川小学校（しまんとちょうりつ とおかわしょうがっこう）は、高知県高岡郡四万十町十和川口にある公立小学校。
四万十町立十川中学校と隣接している。

## 沿革
- 1875年2月 - 大野小学校として設立。
- 1899年11月 - 校舎新築。
- 1900年 - 高等科を併置。大野尋常小学校と改称。
- 1906年 - 十川尋常小学校と改称。
- 1940年 - 現在地に校舎新築。
- 1941年 - 十川国民第一学校と改称。戦後、十川第一小学校に改称。
- 1957年8月1日 - 幡多郡十川村が同郡昭和村と合併、十和村が発足したのに伴い、十和村立十川小学校と改称。
- 1968年 - 校舎改築。
- 1976年 - 屋内体育館を新設。校庭を拡張。
- 2003年 - 十和村立十和小学校、古城小学校を統合。
- 2005年 - 十和村立大道小学校を統合。
- 2006年3月20日 - 十和村が幡多郡大正町・高岡郡窪川町と合併、四万十町が発足したのに伴い、四万十町立十川小学校と改称。
- 2007年4月1日 - 四万十町立広井小学校の休校に伴い、広瀬・井崎地区を校区に編入。

## 通学区域
- 四万十町
  - 十川、十和川口、戸川、古城、地吉、小野、久保川、口大道、奥大道、広瀬、井崎

卒業生は基本的に四万十町立十川中学校へ進学する。

## 周辺
- 四万十町立十川中学校
- 十川郵便局
- 十和温泉
- 四万十川
  - 長沢川
- 国道381号
- 高知県道106号十和吉野線

## アクセス
- JR予土線 十川駅から西へ700m
- 四万十交通 十川橋バス停にて下車